# DeviceMed
DeviceMed ist ein Fachmedium für Hersteller medizintechnischer Produkte und deren Zulieferer.

## Fachzeitschrift
Die Zeitschrift erscheint acht Mal jährlich. 2018 wurde die verbreitete Auflage von 10.750 auf rund 13.000 Exemplare erhöht. Zielgruppe sind Leser bei Herstellern von medizintechnischen Geräten, Bedarfs- und Verbrauchsmitteln, Labortechnik, Implantaten und chirurgischen Instrumenten sowie deren Zulieferer. DeviceMed erscheint beim Verlag Vogel Communications Group. Die Redaktion hat ihren Sitz in Wiesbaden. 2017 wurde DeviceMed von der Deutschen Fachpresse als „Fachmedium des Jahres“ ausgezeichnet. Chefredakteur Peter Reinhardt ist zugleich Ambassador und Moderator der Xing Community Medizintechnik mit mehr als 27.000 Mitgliedern (Stand: Januar 2020).

## Zugehörige Medien
„DeviceMed France“ ist eine französischsprachige Schwesterzeitschrift. Zugehörig sind ferner eine Web-Plattform und ein zweimal wöchentlich erscheinender Newsletter. Zudem ist DeviceMed offizieller Partner der Messe Düsseldorf zur Compamed-Fachmesse für Produkte aus der medizinischen Vorproduktion und publiziert zwei Messezeitungen.